# Diamond Sun
Diamond Sun ist das zweite Studioalbum der kanadischen Rockgruppe Glass Tiger. Es wurde in Kanada mit Doppelplatin ausgezeichnet. Als Gastmusiker wirkten der Gitarrist Keith Scott, die kanadische Musikerin Dalbello und die irische Folkgruppe The Chieftains.
Der Titelsong enthält eine Hommage an Strawberry Fields Forever der Beatles. Kurz bevor der Song ausgeblendet wird, spricht Sänger Alan Frew die Worte: „I buried Paul“ („Ich begrub Paul“).

## Titelliste
1. Diamond Sun – 5:23  (Free, Vallance)
2. Far Away From Here – 4:08  (Frew, Hanson, Reid)
3. I’m Still Searching – 3:58  (Frew, Hanson, Reid)
4. A Lifetime of Moments – 4:59  (Frew, Hanson)
5. It’s Love U Feel – 5:33  (Frew, Reid, Vallance)
6. My Song (featuring The Chieftains) – 3:26  (Frew, Reid, Vallance)
7. (Watching) Worlds Crumble – 4:54  (Frew, Reid, Vallance)
8. Send Your Love – 4:28  (Frew, Hanson)
9. Suffer in Silence – 3:35  (Frew, Reid)
10. This Island Earth – 6:30  (Frew, Hanson, Reid)